# کنفرانس خرده‌فروشی اروپا
کنفرانس خرده‌فروشی اروپا، (به انگلیسی: European Retail Round Table)  یک سازمان اروپایی است، که از شرکت‌های فعال در بخش خرده‌فروشی اروپا تشکیل شده‌است. 
مجموع کارکنان این شرکت‌ها، بالغ بر ۲٫۳ میلیون نفر بوده و گردش مالی آن‌ها؛ ۴۰۰ € میلیارد یورو می‌باشد. دفتر مرکزی این سازمان، در شهر بروکسل، بلژیک قرار گرفته‌است. 

## اعضای سازمان
اعضای این سازمان، در ژانویه ۲۰۱۲ به صورت زیر اعلام شده‌است: 
| شرکت             | کشور     |
| ---------------- | -------- |
| آسدا             | بریتانیا |
| سی اند ای        | هلند     |
| کارفور           | فرانسه   |
| گروه دلهایزه     | بلژیک    |
| ال کورته اینگلس  | اسپانیا  |
| اچ اند ام        | سوئد     |
| آیکیا            | سوئد     |
| ایندیتکس         | اسپانیا  |
| مارکس اند اسپنسر | بریتانیا |
| مرکادونا         | اسپانیا  |
| مترو آگ          | آلمان    |
| آهولد            | هلند     |
| تسکو             | بریتانیا |